# Nicole Arendt
Nicole Arendt (nacida el 26 de agosto de 1969 en Somerville, Nueva Jersey) es una exjugadora de tenis profesional estadounidense que retornó al circuito profesional en 1991 y se retiró definitivamente en 1999. Ganó 16 títulos de dobles en su carrera y llegó a ser la número 3 tres mundo en 1997.